# Pseudouteniqua thoracalis
Pseudouteniqua thoracalis är en skalbaggsart som beskrevs av Schein 1959. Pseudouteniqua thoracalis ingår i släktet Pseudouteniqua och familjen Melolonthidae. Inga underarter finns listade i Catalogue of Life.